# Shadia

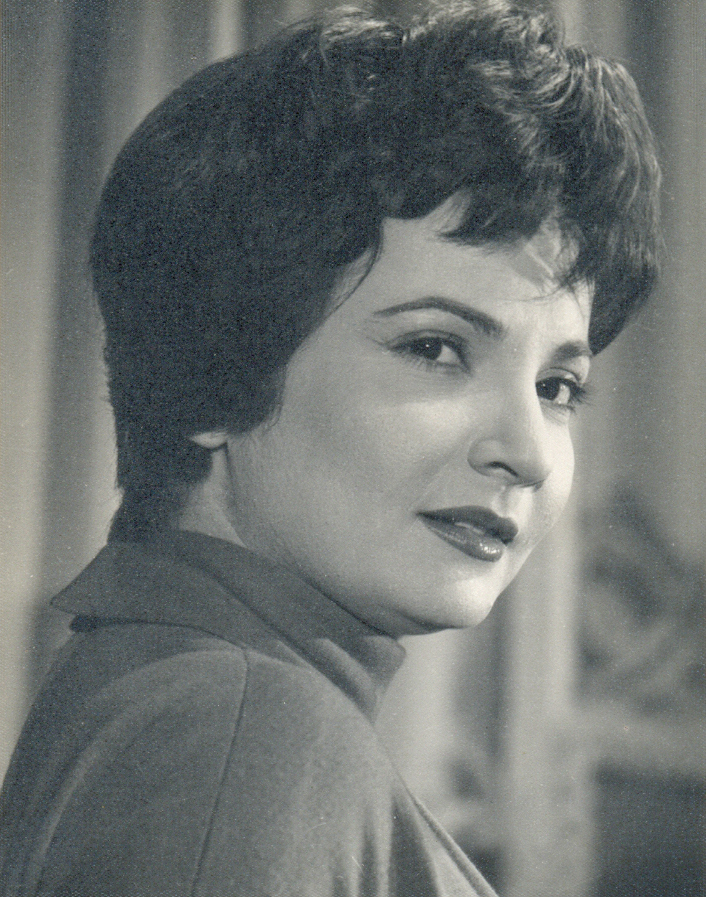
Shadia (1950er-Jahre)

Shadia (anhörenⓘ arabisch شادية, DMG Šādiyya, auch Shādiyah; Sahdya; Chadia; eigentl.: Fātima Ahmad Kamāl Schākir / فاطمة أحمد كمال شاكر; * 8. Februar 1931 in Kairo; † 28. November 2017 ebenda) war eine ägyptische Sängerin und Filmschauspielerin.

## Leben
Shadia debütierte 1947 in dem Film Al-Aql Fi Ajaza von Hilmi Rafla, von dem auch der Künstlername stammt, unter dem sie bekannt wurde. Insgesamt trat sie in mehr als 100 Filmen auf, darunter in über 30 Filmen mit Kamal El-Shinawy. Hussein Kamals Raya und Sakina (1953), in dem sie und Soheir ElBably die Titelrollen spielten, gilt als Klassiker des ägyptischen Kinos. Neben leichten Komödien wie Karamat Zawjatti (1967, von Fatin Abd al-Wahhab) und Afrit Mirati (1968, von Ahmad Dia al-Din) entstanden in den 1960er Jahren Filme wie Al-Zawja Taqam 13 (1963) und Mirati Mudir Am (1966, beide von Abd al-Wahhab), die zu ihren besten Arbeiten zählen. Sie wirkte an drei Verfilmungen von Romanen Nagib Mahfuz’ mit: El less wal kilab (1962), Zouqaq  al-Midaqq (1963) und Miramar (1969).

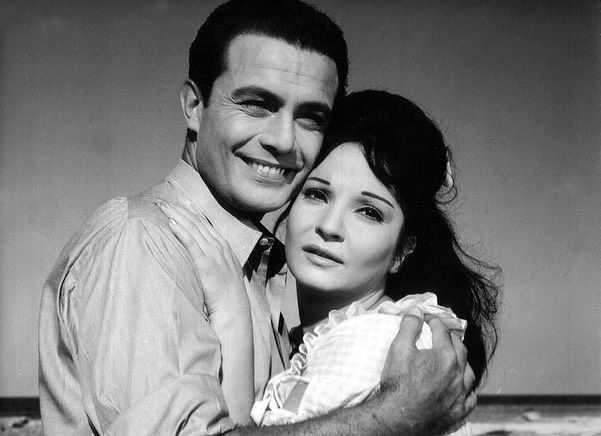
Shadia und Salah Zulfikar in Aghla Min Hayati (1965)

Ihr musikalisches Talent zeigte Shadia bereits in einigen frühen musikalischen Filmkomödien; so trat sie mit dem Sänger Abdel Halim Hafez in Lahn el Wafaa (1955), Dalila (1956) und Mabodet el Gamahir (1967) auf. Ihre letzte Filmrolle hatte sie 1984 in La Tas'alni Man Ana von Ashraf Fahmy. Auch außerhalb des Films war sie im arabischen Raum als Sängerin erfolgreich; berühmte wurde Ya Habibt Ya Masr (Oh mein  geliebtes Ägypten). 1987 zog sie sich aus der Öffentlichkeit zurück. Shadia war dreimal verheiratet, u. a. mit den Schauspielern Salah Zulfikar und Emad Hamdi.

## Diskografie

### Singles (Auswahl)
- Al Qalb Yehib Marrah
- Ademnaloh El Hob
- Wehyat Enaik